# پفنبات

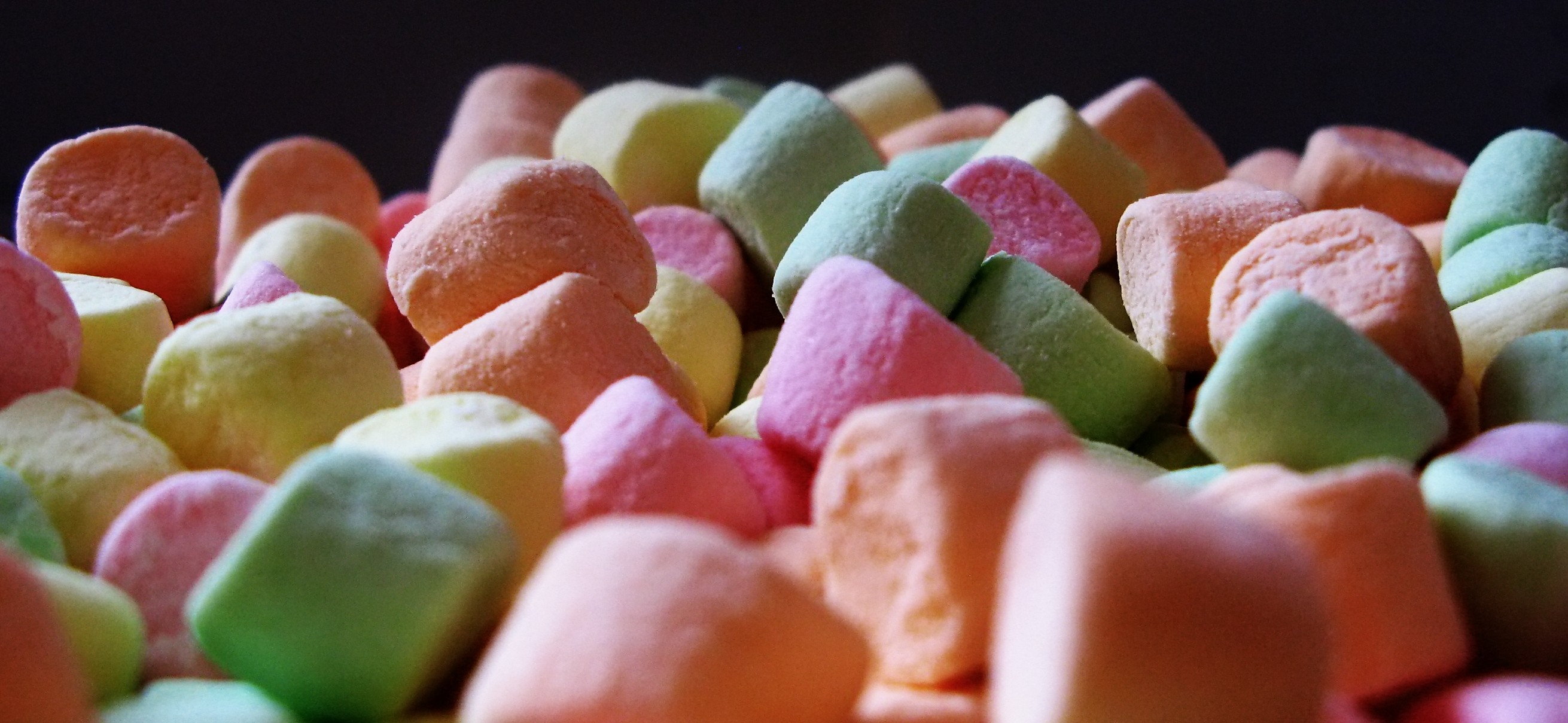
پفنبات (مارشمالو)

پفنبات، نوعی آبنبات نرم و پفکی با پایه شکر و شیرین است که از مخلوط ژلاتین و سفیدهٔ تخم‌مرغ و شکر یا شیرهٔ نشاسته غلات تهیه می‌شود و بافتی اسفنجی و دلپذیر دارد.
پف‌نبات احتمالاً شکل تازه‌ای از نوعی شیرینی سودرسان به بدن است که از گیاه ختمی درست می‌شود. این گیاه از تیرهٔ پنیرکیان است با ساقه‌های بلند و گل‌های درشت‌تر با خواص پنیرک.
و پف‌نبات یکی از خوشمزه ترین شیرینی‌جات است
در برخی از کشورها پف‌نبات را گاهی به‌صورت سیخ کرده روی آتش کبابی و سپس صرف میکنند، یا برای تهیه نوعی پیش‌غذا به کار می‌رود.
البته پف‌نبات خامه‌ای هم تولید شده که معمولاً به همراه کره بادام زمینی برای درست کردن لقمه از آن استفاده میکنند.

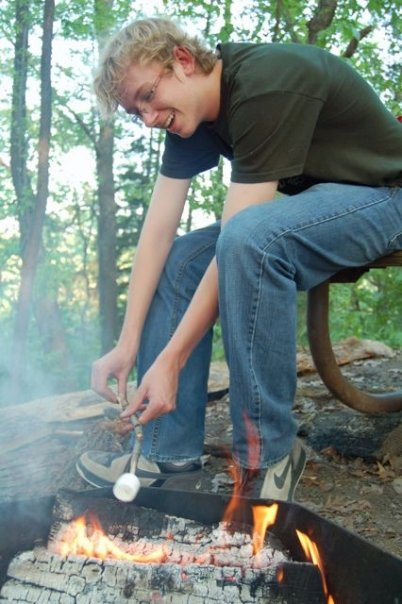
پفنبات در حال کبابی شدن